# Jahn-Bibliothek für afrikanische Literaturen
Die Jahn-Bibliothek für afrikanische Literaturen ist eine Bibliothek des Institut für Ethnologie und Afrikastudien der Johannes Gutenberg-Universität Mainz.

## Geschichte
Die Jahn-Bibliothek für afrikanische Literaturen entstand als private Sammlung von Janheinz Jahn, dessen Interesse an afrikanischer Literatur 1951 bei einem Vortrag des senegalesischen Dichters und Staatsmannes Léopold Sédar Senghor in Frankfurt geweckt wurde. Dieses Interesse war verbunden mit Aktivitäten als Übersetzer, Herausgeber, Autor und freier Journalist, durch die Jahn wesentlich zur öffentlichen Wahrnehmung afrikanischer Literatur vor allem in Deutschland beitrug. 
Nach Jahns Tod 1973 regte seine Lebensgefährtin Ulla Schild beim Mainzer Ethnologieprofessor Ernst Wilhelm Müller den Ankauf der Bibliothek durch die Johannes Gutenberg-Universität Mainz an. Dieser wurde durch im Dezember 1974 durch die Deutsche Forschungsgemeinschaft aus Sondermitteln des Stifterverbandes für die Deutsche Wissenschaft bewilligt. Anfang 1975 wurde Jahns Sammlung als Bibliothek am Institut für Ethnologie und Afrikastudien der Universität Mainz einer breiteren Öffentlichkeit zugänglich gemacht. Seitdem wird sie stetig erweitert. Von der Gründung bis zu ihrem Tod 1998 leitete Ulla Schild die Bibliothek.
Leiterin der Bibliothek ist Anja Oed.

## Bestand
Die Jahn-Bibliothek für afrikanische Literaturen verfügt über einen Bestand an literarischen Werken afrikanischer Schriftsteller/-innen in über achtzig Sprachen, darunter die ehemaligen Kolonialsprachen ebenso wie eine sehr große Zahl afrikanischer Sprachen. Von Acholi und Bambara bis Yorùbá und Zulu reichen die Sprachen. Neben Klassikern der verschiedenen literarischen Traditionen Afrikas umfasst die Sammlung internationale, zeitgenössische Bestseller, aber auch zahlreiche unbekanntere, lokal produzierte Werke, Übersetzungen, Comics, Literaturverfilmungen und Hörbücher. Die Sammlung wird durch umfangreiche Sekundärliteratur sowie Zeitschriften ergänzt. Viele der gesammelten Bücher sind auch als Objekte interessant, z. B. als Erstausgaben inzwischen bedeutender Werke oder als Buchexemplare mit handschriftlichen Widmungen von Autor/-innen, aber auch im Hinblick auf das, was ihre Gestaltung über den jeweiligen Publikationskontext verrät.
Bestandteil ist auch das Manfred-Loimeier-Archiv, das aus 35 Aktenordnern mit Zeitungsartikeln, Interviews, Rezensionen, Informationen, Manuskripten, Ausdrucken von Internetseiten und zahlreichen weiteren Dokumenten zu afrikanischen Autorinnen und Autoren bzw. zu afrikanischer Literatur, besteht. Diese hat der Journalist, Autor und Literaturwissenschaftler Manfred Loimeier von Anfang der 1990er Jahre bis 2010 gesammelt hat. Im Sommer 2010 hat er diese Sammlung der Jahn-Bibliothek für afrikanische Literaturen überlassen.